# 28048 Camilleyoke
28048 Camilleyoke este un asteroid din centura principală de asteroizi.

## Descriere
28048 Camilleyoke este un asteroid din centura principală de asteroizi. A fost descoperit pe 21 aprilie 1998 la Socorro, New Mexico, în cadrul proiectului LINEAR. Asteroidul prezintă o orbită caracterizată de o semiaxă mare de 2,31 ua, o excentricitate de 0,15 și o înclinație de 4,9° în raport cu ecliptica.